# Órbita lunar

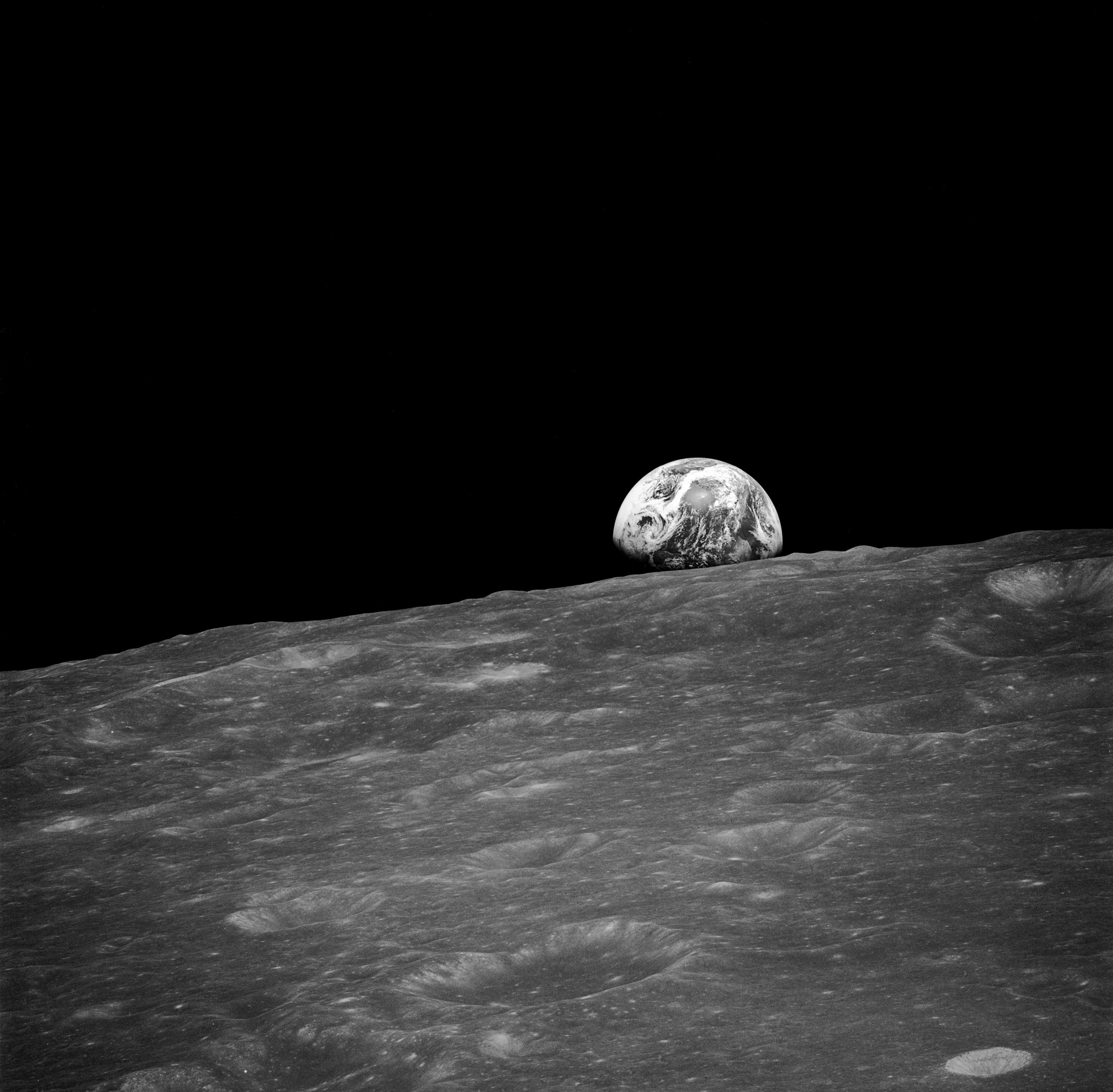
La Luna desde la órbita lunar, con el planeta Tierra elevándose en el horizonte, asumida en la misión Apolo 8 por el astronauta Frank Borman el 24 de diciembre de 1968.

Una órbita lunar, también conocida como órbita selenocéntrica, es la órbita de un objeto alrededor de la Luna. 
La altitud en apoapsis (punto más alejado de la superficie) para una órbita lunar se conoce como apolunio, apocintión, o aposelene, mientras que el periapsis (punto más cercano a la superficie) se conoce como perilunio, pericintión, o periselenio, a partir de los nombres o epítetos de la diosa de la luna. 
La órbita lunar baja (LLO) son órbitas inferiores a 100 kilómetros (62,1 mi) de altitud. Tienen un período de aproximadamente 2 horas. Son de particular interés en la exploración de la Luna, pero sufren los efectos de perturbación gravitacional que lo hacen más inestable, y dejan solo unas pocas inclinaciones orbitales posibles para órbitas congeladas indefinidas, útiles para estancias a largo plazo en LLO.

## Nave espacial robótica
La Unión Soviética envió la primera nave espacial a la vecindad de la Luna, el vehículo robótico Luna 1, el 4 de enero de 1959. Pasó a  6000 km (3200 nmi; 3700 mi) de la superficie de la Luna, pero no alcanzó la órbita lunar. Luna 3, lanzada el 4 de octubre de 1959, fue la primera nave espacial robótica en completar una trayectoria de retorno libre circunlunar, todavía no una órbita lunar, sino una trayectoria de figura 8 que giró alrededor del otro lado de la Luna y regresó a la tierra. Esta nave proporcionó las primeras imágenes del otro lado de la superficie lunar. 
La Luna 10 soviética se convirtió en la primera nave espacial en orbitar la Luna en abril de 1966. Estudió el flujo de micrometeoroides y el entorno lunar hasta el 30 de mayo de 1966. Una misión de seguimiento, Luna 11, se lanzó el 24 de agosto de 1966 y estudió anomalías gravitacionales lunares, radiación y mediciones de viento solar. 
La primera nave espacial de los Estados Unidos en orbitar la Luna fue el Lunar Orbiter 1 el 14 de agosto de 1966. La primera órbita fue una órbita elíptica, con una cantidad aproximada de 1008 millas náuticas (1867 km; 1160 mi) y un riesgo de 1008 millas náuticas (1867 km; 1 160 mi)    . Luego, la órbita se circularizó a unas 1008 millas náuticas (1867 km; 1160 mi) para obtener imágenes adecuadas. Cinco de estas naves espaciales fueron lanzadas durante un período de trece meses, todos los cuales mapearon con éxito la Luna, principalmente con el propósito de encontrar sitios de aterrizaje adecuados para el programa Apolo. 
El más reciente fue el Lunar Atmosphere and Dust Environment Explorer (LADEE), que se convirtió en un experimento de impacto balístico en 2014.

## Nave espacial tripulada humana
El Módulo de Comando/Servicio (CSM) del programa Apolo permaneció en una órbita de estacionamiento lunar mientras el Módulo Lunar (LM) aterrizó. El CSM / LM combinado entraría primero en una órbita elíptica, nominalmente 170 millas náuticas (310 km; 200 mi) por 60 millas náuticas (110 km; 69 mi), que luego se cambió a una órbita circular de estacionamiento de aproximadamente 60 millas náuticas (110 km; 69 mi). Los períodos orbitales varían de acuerdo con la suma de apoapsis y periapsis, y para el CSM fueron aproximadamente dos horas. El LM comenzó su secuencia de aterrizaje con una quema de inserción de órbita de descenso (DOI) para reducir su periapsis a unos 60 millas náuticas (110 km; 69 mi), elegido para evitar golpear montañas lunares que alcanzan alturas de 20 000 pies (6.1 km; 3.3 nmi). Después de la segunda misión de aterrizaje, se cambió el procedimiento en el Apolo 14 para ahorrar más combustible LM para su descenso motorizado, utilizando el combustible del CSM para realizar la quemadura DOI y luego elevando su periapsis a una órbita circular después de que el LM había hizo su aterrizaje.

## Efectos de perturbación
Las anomalías gravitacionales que distorsionan ligeramente las órbitas de algunos Orbitadores lunares condujeron al descubrimiento de concentraciones de masa (llamadas mascones) debajo de la superficie lunar causadas por grandes cuerpos impactantes en algún momento remoto en el pasado. Estas anomalías son de magnitud suficiente para hacer que una órbita lunar cambie significativamente en el transcurso de varios días. Pueden hacer que una plomada cuelgue aproximadamente un tercio de grado de la vertical, apuntando hacia el mascon, y aumente la fuerza de gravedad en la mitad por ciento. La primera misión de aterrizaje tripulada del Apolo 11 empleó el primer intento de corregir el efecto de perturbación (las órbitas congeladas no se conocían en ese momento). La órbita del estacionamiento fue "circularizada" a 66 millas náuticas (122 km; 76 mi) por 54 millas náuticas (100 km; 62 mi), que se esperaba que se convirtiera en la circular nominal de 60 millas náuticas (110 km; 69 mi) cuando el LM hizo su reunión de regreso con el CSM. Pero el efecto fue sobrestimado por un factor de dos; en la cita la órbita se calculó en 63,2 millas náuticas (117,0 km; 72,7 mi) por 56,8 millas náuticas (105,2 km; 65,4 mi).
El estudio del efecto de los mascons en la nave espacial lunar condujo al descubrimiento en 2001 de "órbitas congeladas" que ocurren en cuatro inclinaciones orbitales: 27°, 50°, 76° y 86°, en las que una nave espacial puede permanecer en una órbita baja indefinidamente. El PFS-1 del subsatélite Apolo 15 y el PFS-2 del subsatélite Apolo 16, ambos pequeños satélites liberados del módulo de servicio Apolo, contribuyeron a este descubrimiento. PFS-1 terminó en una órbita duradera, con una inclinación de 28°, y completó con éxito su misión después de un año y medio. PFS-2 se colocó en una inclinación orbital particularmente inestable de 11°, y duró solo 35 días en órbita antes de estrellarse contra la superficie lunar.